# Berchemiella
Berchemiella é um género botânico pertencente à família Rhamnaceae.